# Zoran Moco
Zoran Christophe Moco (Les Abymes, 27 giugno 2003) è un calciatore francese originario di Guadalupa, centrocampista del Digione e della nazionale guadalupense.

## Carriera

### Club
Ha iniziato a giocare a calcio a Guadalupa con il Cerfa. Nel 2021 è stato acquistato dal Digione, che lo ha assegnato alla propria seconda squadra dove ha maturato esperienza in Championnat National 3.
Il 3 maggio 2023 ha firmato il suo primo contratto professionistico e l'11 agosto seguente ha debuttato in prima squadra nell'incontro di Championnat National perso 3-0 contro il Sochaux. Il 24 novembre ha segnato il suo primo gol nella partita casalinga vinta 3-1 contro il Red Star.

### Nazionale
L'8 ottobre 2024 ha ricevuto la prima convocazione da parte della nazionale guadalupense, con cui ha debuttato tre giorni dopo nell'incontro di CONCACAF Nations League perso 1-0 contro la Martinica.

## Statistiche

### Presenze e reti nei club
Statistiche aggiornate al 20 marzo 2025.
| Stagione        | Squadra         | Campionato      | Campionato | Campionato | Coppe nazionali | Coppe nazionali | Coppe nazionali | Coppe continentali | Coppe continentali | Coppe continentali | Altre coppe | Altre coppe | Altre coppe | Totale | Totale | Totale |
| Stagione        | Squadra         | Comp            | Pres       | Reti       | Comp            | Pres            | Reti            | Comp               | Pres               | Reti               | Comp        | Pres        | Reti        | Pres   | Reti   |        |
| --------------- | --------------- | --------------- | ---------- | ---------- | --------------- | --------------- | --------------- | ------------------ | ------------------ | ------------------ | ----------- | ----------- | ----------- | ------ | ------ | ------ |
| 2021-2022       | Digione 2       | N3              | 12         | 1          | -               | -               | -               | -                  | -                  | -                  | -           | -           | -           | 12     | 1      |        |
| 2022-2023       | Digione 2       | N3              | 24         | 6          | -               | -               | -               | -                  | -                  | -                  | -           | -           | -           | 24     | 6      |        |
| 2023-2024       | Digione 2       | N3              | 2          | 0          | -               | -               | -               | -                  | -                  | -                  | -           | -           | -           | 2      | 0      |        |
| 2023-2024       | Digione         | N               | 26         | 3          | CF              | 2               | 0               | -                  | -                  | -                  | -           | -           | -           | 28     | 3      |        |
| 2024-2025       | Digione         | N               | 19         | 1          | CF              | 1               | 0               | -                  | -                  | -                  | -           | -           | -           | 20     | 1      |        |
| Totale carriera | Totale carriera | Totale carriera | 83         | 11         |                 | 3               | 0               |                    | -                  | -                  |             | -           | -           | 86     | 11     |        |

### Cronologia presenze e reti in nazionale
| Cronologia completa delle presenze e delle reti in nazionale ― Guadalupa | Cronologia completa delle presenze e delle reti in nazionale ― Guadalupa | Cronologia completa delle presenze e delle reti in nazionale ― Guadalupa | Cronologia completa delle presenze e delle reti in nazionale ― Guadalupa | Cronologia completa delle presenze e delle reti in nazionale ― Guadalupa | Cronologia completa delle presenze e delle reti in nazionale ― Guadalupa | Cronologia completa delle presenze e delle reti in nazionale ― Guadalupa | Cronologia completa delle presenze e delle reti in nazionale ― Guadalupa |
| Data                                                                     | Città                                                                    | In casa                                                                  | Risultato                                                                | Ospiti                                                                   | Competizione                                                             | Reti                                                                     | Note                                                                     |
| ------------------------------------------------------------------------ | ------------------------------------------------------------------------ | ------------------------------------------------------------------------ | ------------------------------------------------------------------------ | ------------------------------------------------------------------------ | ------------------------------------------------------------------------ | ------------------------------------------------------------------------ | ------------------------------------------------------------------------ |
| 11-10-2024                                                               | Le Gosier                                                                | Guadalupa                                                                | 0 – 1                                                                    | Martinica                                                                | CONCACAF Nations League 2024-2025 - 1° turno                             | -                                                                        | 62’                                                                      |
| 15-10-2024                                                               | Le Gosier                                                                | Martinica                                                                | 0 – 0                                                                    | Guadalupa                                                                | CONCACAF Nations League 2024-2025 - 1° turno                             | -                                                                        |                                                                          |
| 15-11-2024                                                               | George Town                                                              | Isole Cayman                                                             | 0 – 6                                                                    | Guadalupa                                                                | CONCACAF Nations League 2024-2025 - Play-off                             | -                                                                        |                                                                          |
| 21-3-2025                                                                | Le Gosier                                                                | Guadalupa                                                                | 1 – 0                                                                    | Nicaragua                                                                | Qual. Gold Cup 2025                                                      | -                                                                        | 53’                                                                      |
| 25-3-2025                                                                | Managua                                                                  | Nicaragua                                                                | 0 – 1                                                                    | Guadalupa                                                                | Qual. Gold Cup 2025                                                      | -                                                                        |                                                                          |
| 16-6-2025                                                                | Carson                                                                   | Panama                                                                   | 5 – 2                                                                    | Guadalupa                                                                | Gold Cup 2025 - 1° turno                                                 | -                                                                        | 46’                                                                      |
| 20-6-2025                                                                | San Jose                                                                 | Giamaica                                                                 | 2 – 1                                                                    | Guadalupa                                                                | Gold Cup 2025 - 1° turno                                                 | -                                                                        |                                                                          |
| 24-6-2025                                                                | Houston                                                                  | Guadalupa                                                                | 2 – 3                                                                    | Guatemala                                                                | Gold Cup 2025 - 1° turno                                                 | -                                                                        | 71’                                                                      |
| Totale                                                                   |                                                                          | Presenze                                                                 | 8                                                                        |                                                                          | Reti                                                                     | 0                                                                        |                                                                          |